# Бял ушат фазан
Белият ушат фазан (Crossoptilon crossoptilon) е вид птица от семейство Phasianidae. Видът е почти застрашен от изчезване.

## Разпространение и местообитание
Разпространен е в Китай.